# Jorge del Sol
Jorge del Sol Valdivieso (Santiago, 1 de diciembre de 1891-Santiago, 26 de septiembre de 1982) fue un ingeniero civil y funcionario público chileno, que se desempeñó como director general de la Empresa de los Ferrocarriles del Estado de Chile (EFE) entre 1952 y 1953, durante el gobierno del presidente Carlos Ibáñez del Campo.

## Familia y estudios
Nació en Santiago de Chile el 1 de diciembre de 1891, hijo de Guillermo del Sol y María Valdivieso. Realizó sus estudios primarios y secundarios en el Instituto Nacional General José Miguel Carrera. Continuó los superiores en la Universidad de Chile, titulándose como ingeniero civil en 1915.
Se casó con Berta Riquelme, con quien tuvo una hija, Carmen.

## Carrera profesional
Inició su actividad profesional en el sector público durante el gobierno del presidente Juan Luis Sanfuentes, incorporándose como funcionario a la Empresa de los Ferrocarriles del Estado (EFE) en 1918. Dos años después, pasó a desempeñarse como ingeniero del Departamento de Tracción de la 1.ª Zona de la firma, función que ejerció hasta 1925. De manera inmediata, fue designado como jefe del Departamento de Tracción y de la maestranza del Ferrocarril Arica-La Paz, rol que mantuvo hasta 1926.
Al año siguiente fue designado como segundo jefe de la Maestranza San Bernardo, labor que ostentó por doce años, hasta 1939. Posteriormente, fungió como subdirector de la Fábrica de Material de Guerra del Ejército (Famae), por espacio de dos años y medio. Con ocasión de la segunda administración del presidente Carlos Ibáñez del Campo, el 4 de noviembre de 1952, fue nombrado como director general de la EFE, cargo que ocupó hasta el 27 de abril de 1953, fecha en que presentó su renuncia luego de que fuera comisionado por el gobierno central para viajar a Estados Unidos y Europa, y estudiar diversos aspectos industriales que en aquel entonces interesaban al país; fue reemplazado al día siguiente por el también ingeniero civil Fernando Cruchaga Santa María.
Por otra parte, en el sector privado ocupó el puesto de gerente de la Sociedad de Astilleros y Maestranza de Valdivia Ltda., y fue socio de la empresa constructora Gumsol (Gumucio y del Sol) Ingenieros.